# Domaine du Sarrat
Le domaine du Sarrat (officiellement appelé « Parc Botanique du Sarrat ») est un parc situé sur la commune de Dax, dans le département français des Landes. La maison, les dépendances, ainsi que le parc sont inscrits au titre des monuments historiques par arrêté du 11 janvier 1991.

## Présentation
La propriété remonte au début du XIXe siècle, avec un jardin à la française, entouré d'un domaine agricole. Elle a appartenu à René Guichemerre, architecte DPLG à Paris, qui s'investit dans le Sarrat reçu comme héritage à la mort de son père en 1941. Il vient habiter le site à partir de 1950. Il ne cessera plus de penser, de dessiner, de construire et de restaurer ce jardin.